# Magnus Christensen
Pour les articles homonymes, voir Christensen.
Magnus Christensen, né le 20 août 1997 à Frederikshavn au Danemark, est un footballeur danois qui évolue au poste de milieu de terrain à l'Aalborg BK.

## Biographie

### Aalborg
Magnus Christensen est formé par le club de Aalborg BK au Danemark, qu'il rejoint à l'âge de 13 ans. Il signe son premier contrat professionnel à 18 ans le 10 juin 2016. C'est avec ce club qu'il fait ses débuts en professionnels, le 24 juillet 2016, contre le Randers FC, lors de la deuxième journée de la saison 2016-2017 de Superligaen. Ce jour-là, il entre en jeu et son équipe remporte la partie sur le score de un but à zéro. Le 23 novembre 2016 il prolonge son contrat jusqu'en 2020 avec Aalborg.
Lors de la saison 2017-2018, il prend plus d'importance au sein de l'équipe. Il inscrit son premier but en professionnel le 24 septembre 2017 face au Lyngby BK, contre qui son équipe s'impose par trois buts à un.
Le 15 juin 2019, Christensen prolonge son contrat avec Aalborg jusqu'en juin 2022,.

### En sélection nationale
Magnus Christensen fête sa première sélection avec l'équipe du Danemark espoirs contre la Géorgie, le 6 octobre 2017. Il entre en fin de match lors de cette partie qui se solde par la large victoire du Danemark sur le score de cinq buts à deux.

## Statistiques
| Saison                | Club                  | Championnat           | Championnat | Championnat | Coupe(s) nationale(s) | Coupe(s) nationale(s) | Compétition(s) continentale(s) | Compétition(s) continentale(s) | Compétition(s) continentale(s) | Play-offs | Play-offs | Total | Total |
| Saison                | Club                  | Division              | M.          | B.          | M.                    | B.                    | Comp.                          | M.                             | B.                             | M.        | B.        | M.    | B.    |
| 2016-2017             | Aalborg BK            | Superliga             | 24          | 0           | 4                     | 0                     | -                              | -                              | -                              | 2         | 0         | 30    | 0     |
| 2017-2018             | Aalborg BK            | Superliga             | 20          | 1           | 2                     | 0                     | -                              | -                              | -                              | -         | -         | 22    | 1     |
| 2018-2019             | Aalborg BK            | Superliga             | 26          | 1           | 2                     | 1                     | -                              | -                              | -                              | 1         | 0         | 29    | 2     |
| 2019-2020             | Aalborg BK            | Superliga             | 27          | 1           | 6                     | 0                     | -                              | -                              | -                              | -         | -         | 33    | 1     |
| 2020-2021             | Aalborg BK            | Superliga             | 14          | 0           | -                     | -                     | -                              | -                              | -                              | 1         | 0         | 15    | 0     |
| 2021-2022             | Aalborg BK            | Superliga             | 16          | 0           | 3                     | 0                     | -                              | -                              | -                              | 1         | 0         | 20    | 0     |
| Sous-total            | Sous-total            | Sous-total            | 127         | 3           | 17                    | 1                     | -                              | 0                              | 0                              | 5         | 0         | 149   | 4     |
| 2022-2023             | FK Haugesund          | Eliteserien           | -           | -           | -                     | -                     | -                              | -                              | -                              | 1         | 0         | 1     | 0     |
| Sous-total            | Sous-total            | Sous-total            | 0           | 0           | 0                     | 0                     | -                              | 0                              | 0                              | 0         | 0         | 0     | 0     |
| Total sur la carrière | Total sur la carrière | Total sur la carrière | 127         | 3           | 17                    | 1                     | -                              | -                              | -                              | 5         | 0         | 149   | 4     |